# كوبر سيتي
كوبر سيتي (بالإنجليزية: Cooper City)‏ هي مدينة أمريكية تقع في ولاية فلوريدا. تبلغ مساحة هذه المدينة 17.3 (كم²)،ويبلغ عدد سكانها 28547 نسمة حسب إحصاء سنة 2010 م 28547.

## التركيبة السكانية
حدّد مكتب تعداد الولايات المتحدة بيانات التركيبة السكانية لكوبر سيتي في تعداد الولايات المتحدة. في ما يلي، التركيبة السكانية حسب تعدادي 2000 و2010.

### تعداد عام 2000
بلغ عدد سكان كوبر سيتي 27,939 نسمة بحسب تعداد عام 2000، وبلغ عدد الأسر 9,123 أسرة وعدد العائلات 7,831 عائلة مقيمة في المدينة. في حين سجلت الكثافة السكانية 1,293.5 نسمة لكل كيلومتر مربع (3,350.1/ميل2). وبلغ عدد الوحدات السكنية 9,289 وحدة بمتوسط كثافة قدره 430 لكل كيلومتر مربع (1,113.7/ميل2).
وتوزع التركيب العرقي للمدينة بنسبة 89.10% من البيض و3.09% من الأمريكيين الأفارقة و0.16% من الأمريكيين الأصليين و4.09% من الأمريكيين ذوي الأصول الآسيوية و0.04% من سكان جزر المحيط الهادئ و1.65% من الأعراق الأخرى و1.87% من عرقين مختلطين أو أكثر و15.57% من الهسبانيون أو اللاتينيون من أي عرق.
بلغ عدد الأسر 9,123 أسرة كانت نسبة 53.8% منها لديها أطفال تحت سن الثامنة عشر تعيش معهم، وبلغت نسبة الأزواج القاطنين مع بعضهم البعض 70.8% من أصل المجموع الكلي للأسر، ونسبة 11.9% من الأسر كان لديها معيلات من الإناث دون وجود شريك، بينما كانت نسبة 3.2% من الأسر لديها معيلون من الذكور دون وجود شريكة وكانت نسبة 14.2% من غير العائلات. تألفت نسبة 10.8% من أصل جميع الأسر من عدة أفراد يعيشون في نفس المنزل ونسبة 3.1% كانت تتألف من شخص يعيش بمفرده يبلغ من العمر 65 عاماً أو أكثر. وبلغ متوسط حجم الأسرة المعيشية 3.06، أما متوسط حجم العائلات فبلغ 3.30.
بلغ العمر الوسطي للسكان 36.7 عاماً. وكانت نسبة 31.3% من القاطنين تحت سن الثامنة عشر، وكانت نسبة 6.3% بين الثامنة عشر والرابعة والعشرين عاماً، ونسبة 30.2% كانت واقعةً في الفئة العمرية ما بين الخامسة والعشرين والرابعة والأربعين عاماً، ونسبة 25.5% كانت ما بين الخامسة والأربعين والرابعة والستين، ونسبة 6.7% كانت ضمن فئة الخامسة والستين عاماً فما فوق. يوجد لكل 100 أنثى 94.1 ذكر، ويوجد لكل 100 أنثى في الثامنة عشر من عمرها فما فوق 88.8 ذكر.
بلغ متوسط دخل الأسرة في المدينة 64,770 دولارًا، أما متوسط دخل العائلة فبلغ 70,152 دولارًا. وكان متوسط دخل الذكور 45,780 دولارًا مقابل 30,481 دولارًا للإناث. وسجل دخل الفرد الخاص بالمدينة 24,880 دولارًا. وكانت نسبة 3.4% من العائلات ونسبة 3.5% من السكان تحت خط الفقر، وكان من هؤلاء نسبة 5.2% تحت سن الثامنة عشر ونسبة 6.8% في الخامسة والستين من العمر وما فوق.

### تعداد عام 2010
بلغ عدد سكان كوبر سيتي 28,547 نسمة بحسب تعداد عام 2010، وبلغ عدد الأسر 9,628 أسرة وعدد العائلات 8,118 عائلة مقيمة في المدينة. في حين سجلت الكثافة السكانية 1,321.6 نسمة لكل كيلومتر مربع (3,422.9/ميل2). وبلغ عدد الوحدات السكنية 9,912 وحدة بمتوسط كثافة قدره 458.9 لكل كيلومتر مربع (1,188.5/ميل2).
وتوزع التركيب العرقي للمدينة بنسبة 85.09% من البيض و4.95% من الأمريكيين الأفارقة و0.28% من الأمريكيين الأصليين و5.52% من الأمريكيين ذوي الأصول الآسيوية و0.03% من سكان جزر المحيط الهادئ و1.76% من الأعراق الأخرى و2.37% من عرقين مختلطين أو أكثر و22.84% من الهسبانيون أو اللاتينيون من أي عرق.
بلغ عدد الأسر 9,628 أسرة كانت نسبة 44.2% منها لديها أطفال تحت سن الثامنة عشر تعيش معهم، وبلغت نسبة الأزواج القاطنين مع بعضهم البعض 66.4% من أصل المجموع الكلي للأسر، ونسبة 13.5% من الأسر كان لديها معيلات من الإناث دون وجود شريك، بينما كانت نسبة 4.4% من الأسر لديها معيلون من الذكور دون وجود شريكة وكانت نسبة 15.7% من غير العائلات. تألفت نسبة 12.2% من أصل جميع الأسر من عدة أفراد يعيشون في نفس المنزل ونسبة 4% كانت تتألف من شخص يعيش بمفرده يبلغ من العمر 65 عاماً أو أكثر. وبلغ متوسط حجم الأسرة المعيشية 2.96، أما متوسط حجم العائلات فبلغ 3.22.
بلغ العمر الوسطي للسكان 41.0 عاماً. وكانت نسبة 25.7% من القاطنين تحت سن الثامنة عشر، وكانت نسبة 8.7% بين الثامنة عشر والرابعة والعشرين عاماً، ونسبة 21.9% كانت واقعةً في الفئة العمرية ما بين الخامسة والعشرين والرابعة والأربعين عاماً، ونسبة 34.8% كانت ما بين الخامسة والأربعين والرابعة والستين، ونسبة 8.8% كانت ضمن فئة الخامسة والستين عاماً فما فوق. وتوزع التركيب الجنسي للسكان بنسبة 48.4% ذكور و51.6% إناث.